# ذخیره‌گاه زیست‌کره دریای سیاه
ذخیره‌گاه زیست‌کره دریای سیاه (به لاتین: Black Sea Biosphere Reserve) یک ذخیره‌گاه زیست‌کره در اوکراین است که در استان خرسون واقع شده‌است.